# Bilanțul de radiație terestru
Bilanțul de radiație al suprafeței subiacente este raportul dintre cantitățile de energie radiantă absorbită și cea emanată de suprafața terestră. Sursele bilanțului de radiație al suprafeței subiacente sunt constituite din radiația solară și antiradiația atmosferei absorbită de suprafața subiacentă, iar consumul lui din pierderile de căldură ale Pământului, care se datorează propriei lui radiații termice. Valoarea bilanțului de radiație al suprafeței subiacente depinde de:
- poziția Soarelui pe bolta cerească;
- durata zilei;
- nebulozitate;
- caracterul (granulometria și tipul solurilor) și starea (umiditatea, învelișul de zăpadă, vegetația uscată sau verde) suprafeței subiacente și de alți factori.

Schimbând unii dintre ei (prin irigare sau desecare), se schimbă, în anumite limite, și valoarea bilanțului de radiație al suprafeței subiacente. Pe aceeași paralelă bilanțul de radiație al suprafeței subiacente poate avea valori diferite, iar pe meridiane ele cresc spre sud. Bilanțul de radiație al suprafeței subiacente constituie unul dintre factorii principali în formarea climei și determină într-o mare măsură temperatura solurilor și a straturilor inferioare ale atmosferei, influențând circulația generală a acesteia.